# Smilisca dentata
Smilisca dentata —también conocido como rana de árbol de tierras altas, rana de madriguera o sapo pinto— es una especie de anfibio anuro de la familia Hylidae. Es endémico de México donde tiene una distribución fragmentada en el sur de Aguascalientes y el norte de Jalisco. La especie esta amenazada por destrucción de hábitat.

## Características generales
Es un anfibio de tamaño mediano.  Los machos miden en promedio 6.0 cm de longitud corporal y la hembra 5.8 cm aproximadamente. Los ejemplares jóvenes miden aproximadamente 3.11 cm y los renacuajos hasta 2.9 cm. 
La cabeza de los adultos es de apariencia huesuda, pues la piel dorsal del cráneo se encuentra osificada (pegada al cráneo) y su hocico es redondeado. En las extremidades, los discos adhesivos en la punta de los dedos están muy poco desarrollados. La piel de la superficie dorsal del tronco en ligeramente granular, en las extremidades es lisa y en el vientre presenta un granulado muy notorio. El color del dorso suele ser verde brillante o una mezcla de verde y café, generalmente con manchas alargadas, redondeadas o elípticas. El color de las manchas es café de tonos variables, todas ellas siempre delimitadas por un borde de color café muy oscuro, casi negro. Este patrón de manchas también se presenta en la cabeza, mientras que el vientre es blanquecino o crema. 

## Distribución e historia natural
Smilisca dentata habita en zonas cubiertas por pastizales y arbustos o una combinación de ambos. Esta especie es endémica de México con una muy limitada distribución hacia el sur y el este del estado de Aguascalientes y al extremo noreste del estado de Jalisco en la altiplanicie mexicana, siendo una especie nativa de Aguascalientes y Jalisco. 
A pesar de que los hábitos generales de la familia Hylidae son arborícolas, Smilisca dentata se ha adaptado a llevar hábitos cavadores en un entorno semiárido. Se protege de la desecación viviendo bajo tierra en túneles que ellas mismas construyen. 
Como adaptaciones fisiológicas presentan la capacidad de almacenar grandes cantidades de agua en su vejiga y para evitar la pérdida de agua se cubren en temporada de sequía con un capullo formado por capas de piel endurecida, que las envuelven completamente. 
Con las primeras lluvias a finales de la primavera e inicios del verano los ejemplares de esta especie suelen verse activas únicamente por la noche (hábitos nocturnos). Se reproduce únicamente cuando la temporada de lluvia es intensa, lo que permite la inundación de los pastizales. La estación de cría puede durar unas cuantas horas o un par de noches al año; incluso puede llegar a repetirse si las condiciones son favorables. Cuando las condiciones son desfavorables la especie no se reproduce. Las hembras producen un promedio de 2,500 a 2,800 huevos, los que son liberados directamente en el agua, a la vez que el macho los fertiliza. Una vez terminada la temporada de lluvias este anfibio regresa a sus galerías bajo el suelo, y solo sale si las condiciones de humedad son mayores a 38% con una temperatura mayor a los 16 °C.
Smilisca dentata se enfrenta a una gran cantidad de depredadores como las culebras de agua Thamnophis eques y Thamnophis cyrtopsis y tarántulas como Aphonopelma serratum. Ante estos depredadores, Smilisca dentata muestra varios tipos de comportamiento defensivo: como primera respuesta puede utilizar su cabeza huesuda para bloquear el paso de otros organismos al interior de su madriguera. Si se siente amenazada intenta aparentar una talla mayor al inflar considerablemente el cuerpo y si esto no resulta se tiende sobre el suelo y levanta las cuatro extremidades, cubriendo sus ojos con las extremidades delanteras.

## Conservación
En Aguascalientes se implementó un área natural protegida, sin embargo, al año 2014, en dicha zona se han construido diversos proyectos que vulneran la viabilidad de la especie, como una pista NASCAR, la planta Nissan 2 y la consiguiente infraestructura como hoteles y zonas industriales aledañas.
La rana de madriguera se encuentra enlistada según la norma oficial mexicana NOM-059-SEMARNAT-2001 como una especie “amenazada” y en la lista roja de especies The World Conservation Union (IUCN) como “endangered”. La mayor problemática que enfrenta esta especie es la destrucción del hábitat cuya distribución se limita a menos de 500 km², que en conjunto con la alteración y la fragmentación del hábitat ha provocado la disminución de la población en la localidad Buenavista de Peñuelas, municipio Aguascalientes.
Como una respuesta a la conservación de especies de fauna y flora, en México una de las principales estrategias es la creación de áreas naturales protegidas. Desafortunadamente, muchas especies mexicanas quedan fuera de estas áreas protegidas, muchas de ellas siendo especies endémicas, lo que dificulta aún más su protección. Sin embargo, durante el trabajo de campo se establecieron varias medidas de mitigación para la población de rana de madriguera cercana a Buenavista de Peñuelas. Como ejemplo, podemos mencionar la elaboración de una barrera artificial (cerco de desvío) que ofrece seguridad a los individuos de la población ya que en Buenavista de Peñuelas las zonas de reproducción de esta especie se encuentran próximas al Boulevard al Aeropuerto. Esto fue causa de una gran cantidad de atropellamientos en la temporada de lluvias en los últimos cinco años. Para evitar esto se ha construido un muro de concreto y se ha elaborado como una estrategia alternativa varios puentes de fauna, que unen las diferentes zonas en donde habita la rana, evitando así el peligro de ser atropellada. Adicionalmente en algunas zonas de reproducción importantes se instalaron más de 2 km de malla ciclónica. Una de las mejores estrategias consistió en el cambio del sistema de iluminación, cambiando las antiguas lámparas de vapor de sodio por lámparas tipo “leds”, una tecnología ambientalmente responsable. También se llevó a cabo la colocación de señalamientos para que los conductores bajen la velocidad cuando circulen por esta vía.
El grupo Conservación de la Biodiversidad del Centro de México A. C. (BIODIVERSIDAD A. C.)  son los encargados de llevar a cabo éstas y muchas otras estrategias de conservación, con ayuda de la Universidad Autónoma de Aguascalientes, la cual financia y proporciona las instalaciones para los estudios, la Sociedad Herpetologica Mexicana y el Ayuntamiento de Aguascalientes entre muchas otras. 
Varios proyectos se encuentran actualmente en proceso, como la solicitud de convertir la zona en la que vive la especie en un sitio “RAMSAR” el cual tiene como objetivo la conservación y uso racional de los humedales mediante acciones locales, regionales y nacionales. También se cuenta con un muy novedoso programa de reproducción en cautiverio, el cual es muy prometedor ya que permitirá conocer mejor los hábitos de esta especie y dará la posibilidad de recuperar las poblaciones naturales. 
Sin embargo, a pesar de toda la información generada sobre este interesante organismo, Smilisca dentata aún se encuentra en riesgo de desaparecer y se necesita redoblar el trabajo para conocer el verdadero impacto que tiene la población humana sobre sus poblaciones, pero gracias a las diversas instituciones y a todas las personas que se han esforzado por protegerla su futuro es halagador.